# Mohili
Mohili is een bestuurslaag in het regentschap Nias Selatan van de provincie Noord-Sumatra, Indonesië. Mohili telt 303 inwoners (volkstelling 2010).